# 9844 Otani
A 9844 Otani (ideiglenes jelöléssel 1989 WF1) a Naprendszer kisbolygóövében található aszteroida. Y. Kushida és O. Muramatsu fedezte fel 1989. november 23-án.